# La Famille en folie
 (janvier 2023).
Si vous disposez d'ouvrages ou d'articles de référence ou si vous connaissez des sites web de qualité traitant du thème abordé ici, merci de compléter l'article en donnant les références utiles à sa vérifiabilité et en les liant à la section « Notes et références ».
La Famille en folie (Like Family) est une série télévisée américaine en 22 épisodes de 22 minutes, créée par Dan Fogelman et diffusée entre le 19 septembre 2003 et le 22 avril 2004 sur le réseau The WB.
En France, la série a été diffusée à partir du 25 juin 2005 sur TF6.

## Synopsis
Maddie Hudson et son fils se retrouvent à la rue et emmènagent chez des amis. Mère poule et cool, elle se retrouve opposée à sa meilleure amie, Tanya, autoritaire et stressante...

## Distribution
- Holly Robinson Peete (VF : Victoire Theismann) : Tanya Ward
- Diane Farr (VF : Christine Bellier) : Maddie Hudson
- J. Mack Slaughter (VF : Jérémy Prévost) : Keith Hudson
- Kevin Michael Richardson (VF : Marc Bretonnière) : Ed Ward
- Megalyn Echikunwoke (VF : Laëtitia Godès) : Danika Ward
- B.J. Mitchell (VF : Brigitte Lecordier) : Bobby Ward
- J. Anthony Brown (VF : Jean-François Laley) : Ed "Pop" Ward

## Épisodes
1. Privé de sortie (Pilot)
2. Petites bagarres entre amies (Under One Roof)
3. Le Couvre-feu (The Curfew)
4. Une soirée en amoureux (The Date)
5. Les Études d'abord (College Debate)
6. Noir c'est noir (Black Like Keith)
7. Le Bal (The Dance)
8. Abus de pouvoir (Parental Authority)
9. Les affaires sont les affaires (Value of a Dollar)
10. Entre père et fils (Who's Your Daddy?)
11. Qui aime bien châtie bien (Bobby's Bully)
12. Un choix difficile (My Two Moms)
13. Recherche compagnon désespérément (Ladies' Night)
14. Pair et impair (Daddy Knows Best)
15. Mauvaise conduite (The Permit)
16. Une avocate hors pair (Women at Work)
17. Roméo et Juliette (Dating the Enemy)
18. Rencontre amoureuse (Romancing the Home)
19. La Première Fois (Sex Ed)
20. L'Ange gardien (Brother's Keeper)
21. L'Âge de la raison (Roger Returns)
22. Un an déjà ! (We're Gonna Need More Peanut M&M's)